# Argentina vid världsmästerskapen i friidrott 2022
Argentina tävlade vid världsmästerskapen i friidrott 2022 i Eugene i USA mellan den 15 och 24 juli 2022. Argentina hade en trupp på 11 idrottare, varav åtta herrar och tre damer.

## Resultat

### Herrar
Gång- och löpgrenar
| Idrottare        | Gren              | Försöksheat | Försöksheat | Semifinal | Semifinal | Final        | Final     |
| Idrottare        | Gren              | Resultat    | Placering   | Resultat  | Placering | Resultat     | Placering |
| ---------------- | ----------------- | ----------- | ----------- | --------- | --------- | ------------ | --------- |
| Federico Bruno   | 1 500 meter       | 0DNS0       | 0DNS0       | 0DNS0     | 0DNS0     | 0DNS0        | 0DNS0     |
| Joaquín Arbe     | Maraton           | —           | —           | —         | —         | 0DNS0        | 0DNS0     |
| Eulalio Muñoz    | Maraton           | —           | —           | —         | —         | 2:14.29 0SB0 | 41        |
| Juan Manuel Cano | 20 kilometer gång | —           | —           | —         | —         | 1:29.47      | 38        |

Teknikgrenar
| Idrottare           | Gren          | Kval         | Kval      | Final            | Final            |
| Idrottare           | Gren          | Distans      | Placering | Distans          | Placering        |
| ------------------- | ------------- | ------------ | --------- | ---------------- | ---------------- |
| Carlos Layoy        | Höjdhopp      | 2,21 m 0=SB0 | 21        | Gick inte vidare | Gick inte vidare |
| Germán Chiaraviglio | Stavhopp      | 5,30 m       | 28        | Gick inte vidare | Gick inte vidare |
| Ignacio Carballo    | Kulstötning   | 18,74 m      | 27        | Gick inte vidare | Gick inte vidare |
| Joaquín Gómez       | Släggkastning | 69,03 m      | 28        | Gick inte vidare | Gick inte vidare |

### Damer
Gång- och löpgrenar
| Idrottare         | Gren               | Försöksheat  | Försöksheat | Final            | Final            |
| Idrottare         | Gren               | Resultat     | Placering   | Resultat         | Placering        |
| ----------------- | ------------------ | ------------ | ----------- | ---------------- | ---------------- |
| Florencia Borelli | 5 000 meter        | 16.06,36     | 32          | Gick inte vidare | Gick inte vidare |
| Belén Casetta     | 3 000 meter hinder | 9.29,05 0SB0 | 27          | Gick inte vidare | Gick inte vidare |
| Carolina Lozano   | 3 000 meter hinder | 10.03,51     | 41          | Gick inte vidare | Gick inte vidare |